# St. Gereon (Brachelen)

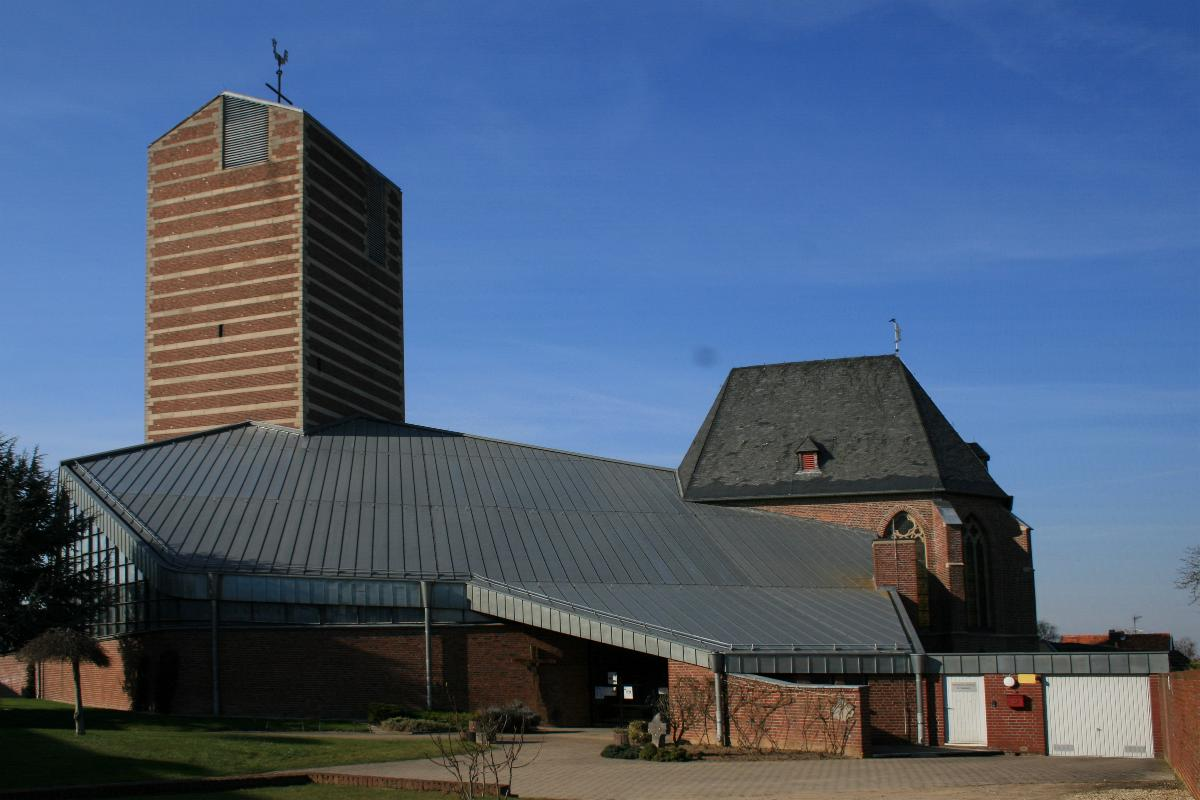
St. Gereon in Brachelen

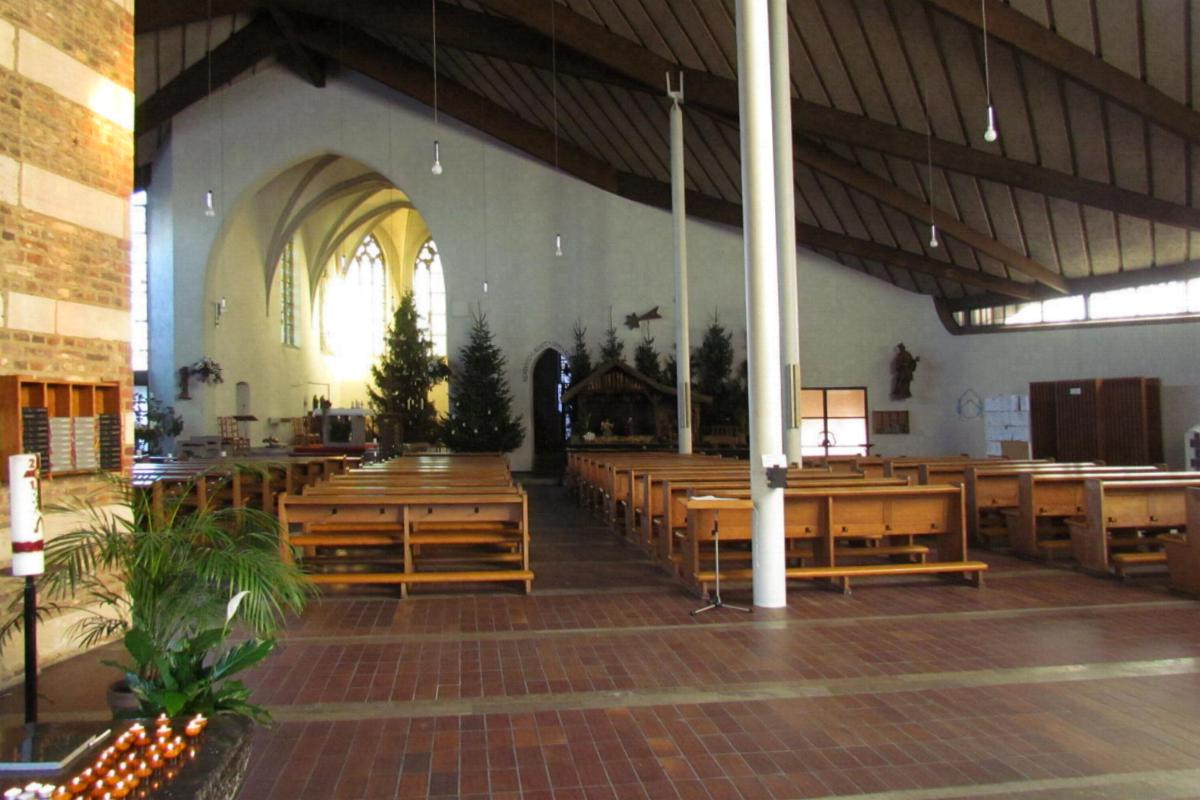
Innenraum

St. Gereon ist die römisch-katholische Pfarrkirche des Hückelhovener Stadtteils Brachelen im Kreis Heinsberg in Nordrhein-Westfalen.
Die Kirche ist dem hl. Gereon von Köln geweiht und unter Nummer 16 in die Liste der Baudenkmäler in Hückelhoven eingetragen.

## Lage
Das Kirchengebäude befindet sich im Ortskern von Brachelen an der Kirchgrabenstraße.

## Geschichte
Kirche und Pfarre von Brachelen können auf eine lange Geschichte zurückblicken. Erstmals urkundlich erwähnt wird eine Kirche im Jahr 1245, als das Prämonstratenserinnenkloster in Heinsberg das Patronatsrecht erhielt. Der Ort Brachelen taucht bereits 1161 auf, hier wird bekundet, dass das Heinsberger Stift St. Gangolf den Zehnten erhielt. Schon damals war Brachelen Pfarrei. Sehr wahrscheinlich war die Brachelener Kirche ursprünglich eine Eigenkirche des Grundherren. 1263 wurde die Pfarrkirche dem Heinsberger Prämonstratenserinnenkloster durch den Kölner Erzbischof Engelbert II. von Falkenburg inkorporiert.
Im Liber valoris aus dem Jahr 1308 wird Brachelen als Pfarre im weit ausgedehnten Dekanat Jülich des Erzbistums Köln aufgeführt. Damals schon gehörten zur Pfarre die Dörfer Hilfarth und Lindern. Im Zuge der Umstrukturierungen der kirchlichen Landschaft in der Franzosenzeit kam Brachelen 1802 an das neu gegründete Bistum Aachen, zugleich wurde Hilfarth von Brachelen abgepfarrt und zur Pfarre erhoben. 1825 kam der Ort wieder an die Erzdiözese Köln. Die Abtrennung von Lindern und Erhebung zur Pfarrei erfolgte 1857. Seitdem gehören zur Pfarre keine Filialgemeinden mehr.

## Baugeschichte

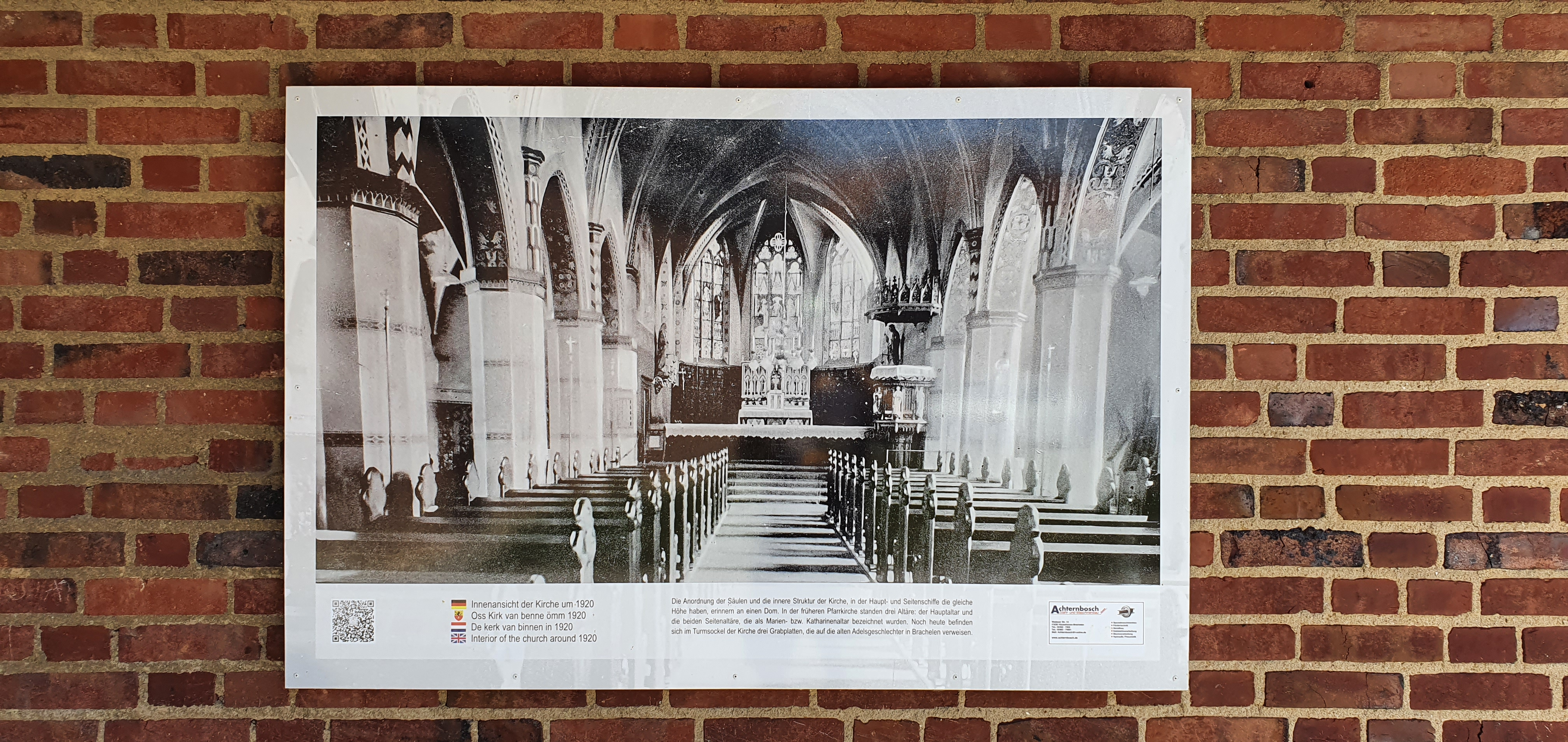
Innenansicht der Kirche um 1920

Von der im 12./13. Jahrhundert erwähnten Kirche sind keine Spuren mehr erhalten. Es ist anzunehmen, dass es sich um eine romanische Saalkirche handelte. Dieses erste Gotteshaus wurde im 15. und 16. Jahrhundert nach und nach durch eine neue dreischiffige Stufenhallenkirche im Stil der Gotik ersetzt. Um 1430 wurde zunächst ein neues Langhaus erbaut, 1498 folgte der Bau eines neuen sechsgeschossigen Glockenturms, der zu den höchsten Glockentürmen der Umgebung zählte. 1500 wurde die Kirche durch den Bau eines neuen Chors und einer neuen Sakristei fertiggestellt. Charakteristisch für den Bau waren die abwechselnden Schichten aus Backsteinen und Tuffsteinen im Mauerwerk.
Während des Zweiten Weltkriegs wurde die gotische Pfarrkirche im Dezember 1944 durch deutsche Truppen gesprengt und dadurch fast vollständig zerstört, nur der Chor, die Sakristei und die Grundmauern des Turms blieben stehen. Nach dem Krieg erfolgte zwischen 1945 und 1948 zunächst die Sicherung der erhaltenen Reste und der Bau einer Notkirche in den Ruinen nach Plänen des Architekten Karl Band aus Köln.
Erst in den 1960er Jahren konnte mit dem richtigen Wiederaufbau begonnen werden. Mit den Planungen hatte man den Mönchengladbacher Architekt Heinz Döhmen beauftragt. Unter Einbeziehung des Turmstumpfes und des Chors wurde nach seinen Plänen das heutige moderne Kirchenschiff zwischen 1963 und 1965 erbaut. Der Aufbau des Turms folgte einige Jahre später. Die feierliche Kirchweihe erfolgte am 13. September 1969.

## Baubeschreibung
St. Gereon ist eine unregelmäßige dreischiffige Hallenkirche in Formen der Moderne mit einem eingezogenen Glockenturm im Westen, dessen untere Mauerteile gotisch und obere Teile modern sind. An das Kirchenschiff schließt sich der zweijochige und fünfseitig geschlossene 1500 erbaute Chor an, der von Kreuzrippengewölben überwölbt wird.

## Ausstattung
Bedingt durch die Kriegszerstörung haben sich nur wenige historische Ausstattungsstücke erhalten. Dazu zählen der aus Blaustein bestehende Taufstein aus dem Jahr 1752, ein zweiteiliges Chorgestühl, eine Kreuzigungsgruppe des 15./16. Jahrhunderts sowie eine Figur der Maria mit Jesukind aus dem 17. oder 18. Jahrhundert. Die restliche Ausstattung ist modern. Den Altar aus Granit schuf Siegfried Dammrath aus Düsseldorf 1969, Tabernakel und Ewig-Licht-Ampel sind Werke des Aachener Bildhauers Bonifatius Stirnberg aus 1976. Die Buntglasfenster entwarf Hubert Spierling 1969 und 1999, sie wurden von der Firma Dr. H. Oidtmann aus Linnich angefertigt. Die Orgel wurde als Opus 1458 von der Bonner Firma Johannes Klais Orgelbau 1972 hergestellt und verfügt über 23 Register.

## Glocken
Im Glockenturm befinden sich drei historische Glocken aus Bronze. Die größte und älteste Glocke ist vom Aachener Glocken- und Stückgießer Franz von Trier. Die mittlere Glocke ist von dem Wandergießer Christian Wilhelm Voigt, der aus dem Ort Dremmen unweit von Brachelen stammte. Die kleinste und jüngste der drei historischen Glocken wurde in der Glockengießerei Otto in Hemelingen/Bremen gegossen. Alle drei Glocken mussten im Zweiten Weltkrieg abgeliefert werden und sollten zu Rüstungszwecken eingeschmolzen werden. Zur Einschmelzung kam es glücklicherweise nicht mehr, sodass die Glocken nach Kriegsende unversehrt nach Brachelen zurückkehrten. Wären die Glocken nicht abgeliefert worden, wären sie bei der Sprengung 1944 wahrscheinlich unwiederbringlich zerstört worden.
| Nr. | Name     | Gussjahr | Gießer                             | Durchmesser (mm) | Gewicht (kg, ca.) | Schlagton (HT-1/16) |
| --- | -------- | -------- | ---------------------------------- | ---------------- | ----------------- | ------------------- |
| 1   | Maria    | 1660     | Franz von Trier                    | 1219             | 1050              | es′ -4              |
| 2   | Johannes | 1743     | Christian Wilhelm Voigt            | 1047             | 630               | ges′ +4             |
| 3   | Gereon   | 1924     | Karl Otto, Fa. F. Otto, Hemelingen | 960              | 550               | as′ +5              |

## Pfarrer
Folgende Pfarrer wirkten bislang an St. Gereon:
- 1927–1954: Peter Berrenberg
- 1954–1977: Heinrich Jacobs
- 1977–1998: Peter Gerards
- 1999–2014: José Kallupilankal
- 2014–2016: Winfried Müller (Pfarradministrator)
- 2016–2018: Georg Kaufmann
- Seit 2019: P. Anton Steinberger OSFS